# Marcela Cristina Gómez
Marcela Cristina Gómez (Tres Isletas, 19 de febrero de 1984) es una corredora de fondo argentina . En 2020, compitió en el medio maratón femenino en el Campeonato Mundial de Medio Maratón de Atletismo de 2020 celebrado en Gdynia, Polonia.
Compitió en maratón en los Juegos Olímpicos de Tokio 2020, donde la finalizó en el puesto 61 sobre 88 corredoras, con una marca de 2 horas, 44 minutos y 9 segundos. Es la primera chaqueña en clasificar a un juego olímpico en una disciplina individual.